# Jakob Vonderlinn
Jakob Vonderlinn (* 19. Januar 1855 in Nördlingen; † 3. September 1939 in Grottkau) war ein deutscher Ingenieur, Mathematiker und Hochschullehrer für Darstellende Geometrie. 
Vonderlinn studierte Ingenieurwissenschaften an der Technischen Hochschule München und habilitierte sich dort 1880 im Fach Linearzeichnen. Ab 1877 war er an dieser Hochschule als wissenschaftlicher Assistent im Bereich Darstellende Geometrie tätig. Sein Arbeitsbereich schloss die Assistentenstelle für Linear- und Situationszeichnen ein.
1889 wurde er von seiner Tätigkeit im bayerischen Staatsdienst zunächst auf ein Jahr beurlaubt, um eine Dozentur an der (königlich preußischen) Oberreal- und Baugewerkschule Breslau zu übernehmen.

## Schriften
- Schattenkonstruktionen. Göschen, Berlin / Leipzig 1913.
- Parallelperspektive. 2. Auflage, Göschen, Berlin / Leipzig 1914.
- Geometrisches Zeichnen. (Neubearbeitung des ursprünglich von H. Becker verfassten Lehrbuchs) Göschen, Berlin / Leipzig 1917.
- Statik für Hoch- und Tiefbautechniker. L. v. Vangerow, Bremerhaven 1922.